# Sybillina
Sybillina – imię żeńskie pochodzenia grecko-łacińskiego, utworzone przez dodanie przyrostka -ina od imienia greckiego Sybilla. 
Sybillina imieniny obchodzi 19 marca, w dzień wspomnienia bł. Sybilliny Biscossi.